# Sumienie

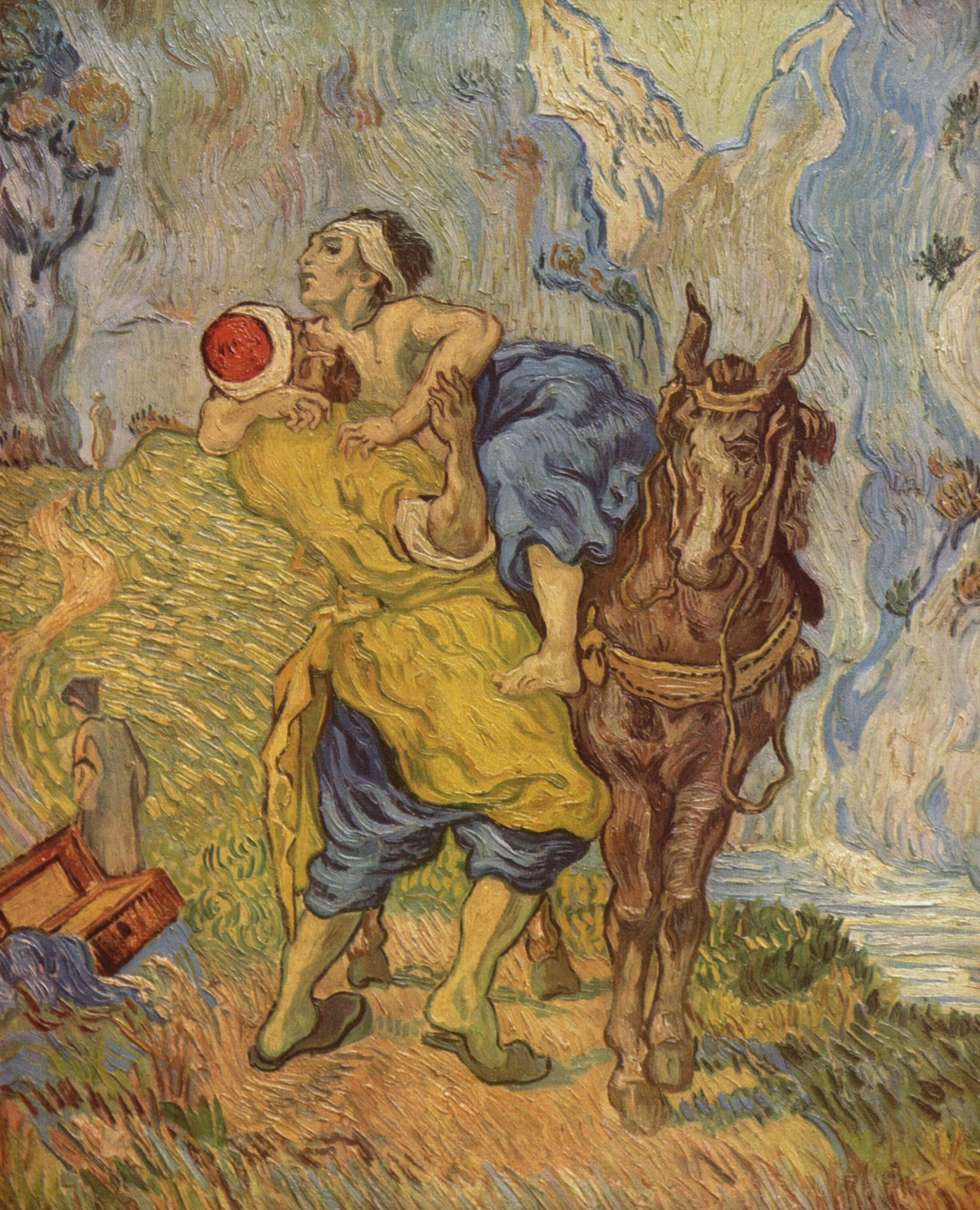
Obraz Vincenta van Gougha pt. "Dobry Samarytanin", nawiązujący do fragmentu Pisma Świętego, opisującego różnych ludzi postawionych przed tym samym wyborem moralnym.

Sumienie – w niektórych religiach i nurtach etycznych wewnętrzne odczucie pozwalające rozróżniać dobro i zło, a także oceniać postępowanie własne i innych ludzi. Jest to zdolność pozwalająca człowiekowi ujmować swoje czyny pod kątem moralnym i odpowiednio je oceniać. Czynnikiem decydującym w przestrzeganiu tych norm jest poczucie winy, które występuje w momencie uświadomienia sobie rozbieżności między własnym postępowaniem a przyjętymi normami. Sumienie kieruje się moralnymi kryteriami oceny, zależnymi od otoczenia społecznego i wychowania człowieka.